# Lorgues
Lorgues là một xã, thuộc tỉnh Var trong vùng Provence-Alpes-Côte d'Azur, Pháp. Xã này có diện tích 64,37 km², dân số năm 2006 là 8550 người. Xã này nằm ở khu vực có độ cao trung bình 240 mét trên mực nước biển. 

## Thông tin nhân khẩu
| Năm    | 1962 | 1968 | 1975 | 1982 | 1990 | 1999 | 2006 |
| ------ | ---- | ---- | ---- | ---- | ---- | ---- | ---- |
| Dân số | 2865 | 3401 | 4173 | 5193 | 6340 | 7319 | 8550 |